# Polskie Towarzystwo Chemiczne
Polskie Towarzystwo Chemiczne – polskie towarzystwo naukowe specjalistyczne skupiające osoby zawodowo lub tylko amatorsko związane z chemią. Celem towarzystwa jest popieranie rozwoju nauk chemicznych i popularyzacja ich wśród społeczeństwa.

## Historia
Powstało w 1919 roku z inicjatywy Leona Marchlewskiego, Stanisława Bądzyńskiego i przyszłego Prezydenta RP Ignacego Mościckiego. Początkowym celem Towarzystwa było skupienie w jednym miejscu i wzajemne poznanie się chemików pracujących wcześniej w różnych zaborach i za granicą. Działalność Towarzystwa polegała na organizowaniu odczytów, konferencji i wydawaniu pierwszego polskiego czasopisma chemicznego – Roczników Chemii.
Po II wojnie światowej, w 1946 roku, Towarzystwo zostało reaktywowane i kontynuuje do dzisiaj swoją działalność. Towarzystwo liczy około 2500 członków. Posiada 20 oddziałów rozmieszczonych przede wszystkim we wszystkich ośrodkach akademickich w Polsce oraz kilkanaście sekcji specjalistycznych.

## Działalność

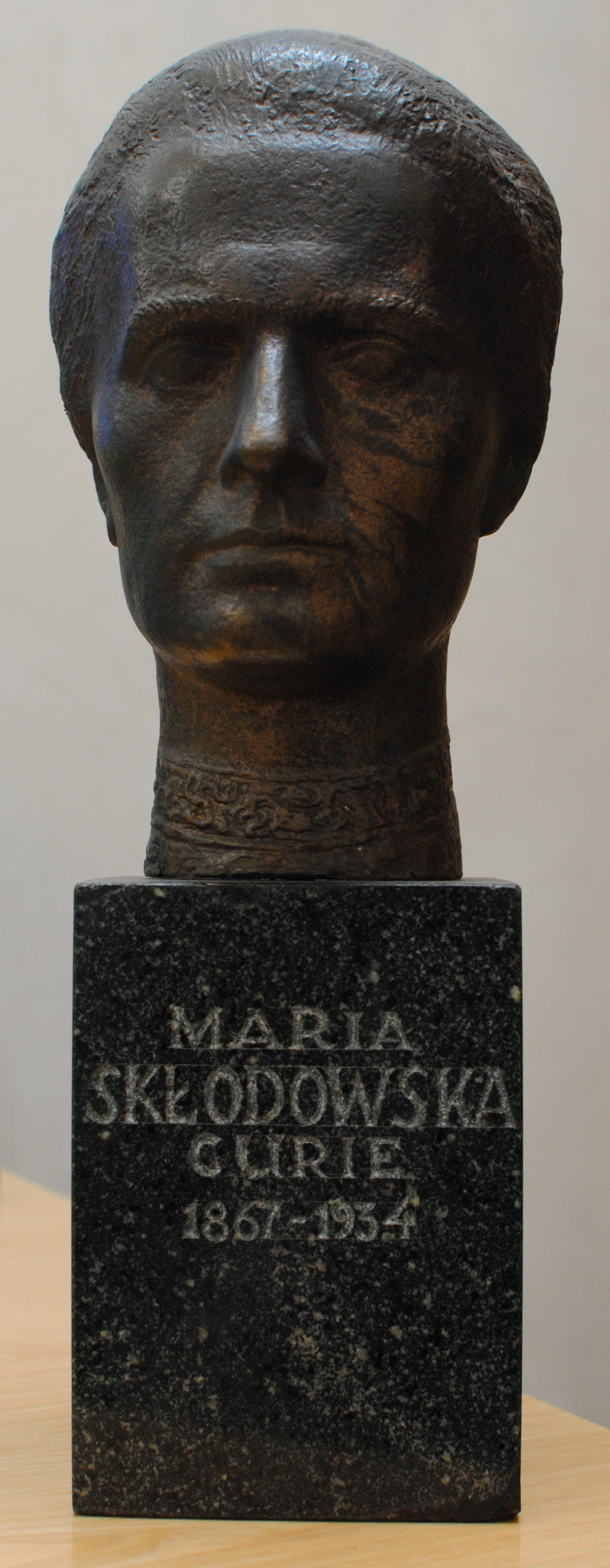
Brązowe popiersie Marii Skłodowskiej-Curie podarowane przez PTChem Royal Institute of Chemistry w 1977

Towarzystwo wydaje czasopismo Wiadomości Chemiczne, wraz z Miastem Stołecznym Warszawa współprowadzi muzeum Marii Skłodowskiej-Curie, organizuje doroczne zjazdy chemików oraz kilkadziesiąt konferencji specjalistycznych rocznie. Oprócz tego, w sekcjach i oddziałach terenowych są organizowane rozmaite konkursy dla młodych chemików (m.in. olimpiady chemiczne od 1955 r.), seminaria i odczyty.
Muzeum im. Marii Skłodowskiej-Curie oprócz muzealiów gromadzi i eksponuje: fotografie ukazujące życie prywatne, działalność społeczną, podróże chemiczki, dokumenty ukazujące jej dorobek naukowy, archiwalia rodzinne, korespondencję. W muzeum znajduje się także kolekcja znaczków i kart pocztowych z wizerunkiem Marii Skłodowskiej-Curie. Gromadzi ono również materiały dotyczące chemików polskich – fotografie, listy, dokumenty, odznaczenia i prace naukowe.
Członkiem PTChem może zostać każdy (również osoby nie mieszkające w Polsce), pod warunkiem znalezienia dwóch członków wprowadzających. Władzą naczelną PTChem jest Zarząd Główny wybierany na walnym zjeździe członków. Oddziały i sekcje posiadają swoje własne zarządy wybierane na podobnych zasadach.
Największą imprezą organizowaną przez PTChem, jest doroczny Zjazd, który jest też największą, chemiczną, konferencją naukową w Polsce (ok. 1000 uczestników).
W 2006 Polskie Towarzystwo Chemiczne uzyskało status organizacji pożytku publicznego.

## Nagrody, medale i wyróżnienia[3]
Polskie Towarzystwo Chemiczne przyznaje następujące nagrody i wyróżnienia:
- prezesura honorowa (Zbigniew Jerzy Galus)
- członkostwo honorowe (przyznawane od 1924)
- medale:
  - Jędrzeja Śniadeckiego – najwyższe wyróżnienie za wybitne dokonania naukowe przyznawane wyłącznie członkom PTChem (po raz pierwszy przyznane w 1965)
  - Marii Skłodowskiej-Curie – dla naukowców-chemików działających za granicą (przyznany po raz pierwszy w 1996)
  - Wiktora Kemuli – przyznawany wspólnie z Komitetem Chemii Analitycznej PAN wybitne dokonania w zakresie chemii analitycznej (przyznany po raz pierwszy w 1998)
  - Stanisława Kostaneckiego – za dokonania w zakresie chemii organicznej; przyznawany wyłącznie członkom PTChem (po raz pierwszy przyznany w 1978)
  - Jana Zawidzkiego – za dokonania w zakresie chemii fizycznej i nieorganicznej; przyznawany wyłącznie członkom PTChem (po raz pierwszy przyznany w 1979)
  - Ignacego Mościckiego – za dokonania w zakresie technologii chemicznej i chemii przemysłowej (przyznany po raz pierwszy w 2000)
  - Jana Harabaszewskiego – za dokonania dydaktyczne i popularyzatorskie (przyznany po raz pierwszy w 1990)
  - Bogusławy i Włodzimierza Trzebiatowskich – za wybitne osiągnięcia naukowe w zakresie chemii nieorganicznej
  - Włodzimierza Kołosa – za wybitne osiągnięcia naukowe w zakresie chemii teoretycznej lub fizyki chemicznej
  - Medal Okolicznościowy Polskiego Towarzystwa Chemicznego (tzw. odznaka PTChem) – dla osób zasłużonych dla PTChem
  - Zofii Matysikowej – za wybitne osiągnięcia dydaktyczno-wychowawcze (dla nauczycieli, członków PTChem)
- nagrody:
  - Nagroda za wyróżniające osiągnięcia naukowe w dziedzinie chemii będące podstawą nadania stopnia doktora habilitowanego
  - Nagroda za wyróżnioną rozprawę doktorską w dziedzinie chemii
  - Nagroda za wyróżnioną pracę magisterską w dziedzinie chemii
  - Nagroda im. Aleksandra Zamojskiego – przyznawana za wyróżnioną rozprawę doktorską w zakresie chemii organicznej — stereochemii
  - Nagroda im. Bronisława Znatowicza – przyznawana autorowi/autorom najlepszego artykułu opublikowanego w czasopiśmie Wiadomości Chemiczne
  - Nagroda im. Jacka Rychlewskiego – przyznawana za wyróżniającą się pracę magisterską z chemii kwantowej lub pracę z innych obszarów nauki, w której wykorzystano metody chemii kwantowej